# Pepino de Vermandois
Pepino de Vermandois (815 - ca. 878) foi um nobre da Alta Idade Média francesa, tendo sido o primeiro conde de Vermandois, senhor de Senlis, Péronne, e de Saint-Quentin.
Pepino aparece pela primeira vez na documentação medieval em 834 como detentor de territórios localizado ao norte do Rio Sena, sendo novamente documentado no ano de 840, data em que presta o seu apoio militar a Lotário I contra Luís, "o Piedoso".
O seu herdeiro declarado viria a herdar vários territórios tradicionais da Dinastia nibelúngida, facto que leva a que o historiador Karl Ferdinand Werner levante a hipótese de que a sua mãe seja filha de Teodorico, que é citado como conde de Vermandois em 876.

## Relações familiares
Foi filho do rei Bernardo de Itália (797 - 17 de abril de 818), rei dos lombardos de 813 a 817) e de Cunigunda de Toulouse, filha de Guilherme I de Toulouse (755 - 28 de maio de 812) "O Santo", conde de Toulouse, e de Guiburga de Hornbach (765 - 785).
Embora se possa questionar o nome exato da esposa de Pepino, esta no entanto aparece identificada como sendo Rotaida de Bobbio, tida como filha de Teodorico de quem teve:
1. Bernardo de Vermandois (c. 844 - após 893), conde de Laon,
2. Gerberge de Vermandois (nascido c. 854),
3. Pepino de Vermandois (c. 846-893), conde de Senlis e senhor de Valois entre 877 e 893,
4. Herberto I de Vermandois (850 - c. 900 ou 907) foi senhor de Senlis, de Péronne e de Saint-Quentin, Conde de Soissons, conde de Vermandois e Meaux[3][4][5],
5. Beatrix de Vermandois (nascido c. 854)
6. Mathilde de Vermandois (nascido c. 857)
7. Adelaide de Vermandois (nascido c. 858)
8. Cunigunda de Vermandois